# CONTRALTO
『CONTRALTO』（コントラアルト）は、2020年（令和2年）1月8日にヤマハミュージックコミュニケーションズから発売された中島みゆきの43作目のオリジナル・アルバム。

## 概要
前作『相聞』から3年ぶりとなるオリジナル・アルバム。
アルバムタイトルは、中島自身の音域（コントラアルト）を意味している。
今作はテレビ朝日系列『やすらぎの刻〜道』の主題歌が4曲収録されており、その内「終り初物」「観音橋」はオリジナル・アルバムとしては初めてとなるTV-MIX(オフヴォーカル)が収録されている。
同年2月12日には、LP盤が発売された。
オリコンアルバムチャートでは3位を記録し、中島は同チャートで1970年代から2020年代までの6つの西暦10年代連続で10位以内を獲得した。

## 収録曲
- 全作詞／作曲：中島みゆき、編曲：瀬尾一三（特記以外）

1. 終り初物 - End Of The First Fruits[注 3] (5:34)
テレビ朝日系帯ドラマ劇場『やすらぎの刻〜道』平成パート主題歌
2. おはよう - Awakenings (3:29)
3. ルチル (Rutile Quartz) (5:52)
編曲：瀬尾一三、小林信吾
4. 歌うことが許されなければ (4:57) - If I Am Not Allowed To Sing
KADOKAWA 『ダ・ヴィンチ』及びほぼ日刊イトイ新聞に掲載されているコラム『中島みゆきの作り方』の第2回「歌うことが許されなければ」にて、インタビュアーの糸井重里が「これ、いつ書き始めた歌ですか。」と質問したところ、中島は「『歌うことが許されなければ』は、国を追われた難民の人たちの歌なんです。難民問題が世の中に浮上し始めた頃から、うやむや、うやむやと作りはじめました。」と答えている[5] 。
5. 齢寿天任せ - In The Hands Of Divine Provldance (4:55)
6. 観音橋 - A Beam Bridge Called Kannon Bridge (5:46)
編曲：瀬尾一三、小林信吾
テレビ朝日系帯ドラマ劇場『やすらぎの刻〜道』平成パート主題歌
7. 自画像 - Self-portrait (3:41)
8. タグ・ボート (Tug・Boat) - Tug Boat (8:00)
編曲：瀬尾一三、小林信吾
9. 離郷の歌 - Hiraeth (5:44)
テレビ朝日系帯ドラマ劇場『やすらぎの刻〜道』昭和パート主題歌
10. 進化樹 - Phylogenetic Tree(5:15)
テレビ朝日系帯ドラマ劇場『やすらぎの刻〜道』昭和パート主題歌
11. 終り初物 (TV-MIX) (5:33)
12. 観音橋 (TV-MIX) (5:45)

## 演奏者
- Vocals：中島みゆき
- All Keyboards & Programming：小林信吾

| 終り初物 - Drums：江口信夫 - E.Bass：富倉安生 - A.Piano：小林信吾 - A.Guitar & Solo, E.Guitar & Bouzouki：古川望 - Violin：今野均、漆原直美、芹田碧、中島知恵、坂田知香、東山加奈子、岡部磨知、中島優紀、森本安弘、林周雅 - Viola：三品芽生、城本絢花 - Cello：奥泉貴圭、友納真緒 おはよう - Drums：江口信夫 - E.Bass：富倉安生 - A.Plano：小林信吾 - E.Guitar：古川望 - Back Up Vocals：杉本和世、宮下文一、石田匠 - T.Sax Solo：中村哲 ルチル(Rutile Quartz) - Drums：島村英二 - E.Bass：種子田健 - A.Piano & Solo：小林信吾 - A.Guitar & E.Guitar：古川望 - Harmony Vocal：中島みゆき - Back Up Vocals：杉本和世、宮下文一、石田匠 - S.Sax Solo：中村哲 - Violin：藤堂昌彦、徳永友美、漆原直美、石亀協子、村井俊朗、森本安弘、伊能修、石橋尚子、入江茜、芹田碧 - Viola：大沼幸江、有吉翼 - Cello：堀沢真己、結城貴弘 歌うことが許されなければ - Drums：島村英二 - E.Bass：富倉安生 - A.Piano & Solo：小林信吾 - E.Guitar, Bouzouki & E.siter：古川望 - Harmony Vocal：杉本和世 - Back Up Vocals：杉本和世、宮下文一、木戸やすひろ 齢寿天任せ - Drums：島村英二 - E.Bass：富倉安生 - A.Piano：小林信吾 - E.Guitar：古川望 - Back Up Vocals：杉本和世、宮下文一、木戸やすひろ - Violin Solo：今野均 | 観音橋 - Drums：島村英二 - E.Bass：富倉安生 - A.Piano & E.Piano：小林信吾 - A.Guitar & E.Guitar：古川望 - Violin：今野均、漆原直美、芹田碧、中島知恵、坂田知香、東山加奈子、岡部磨知、中島優紀、森本安弘、林周雅 - Viola：三品芽生、城本絢花 - Cello：奥泉貴圭、友納真緒 自画像 - Drums：島村英二 - E.Bass：種子田健 - A.Piano：小林信吾 - A.Gutter & E.Gutter：古川望 - T.Sax Solo：中村哲 タグ・ボート(Tug Boat) - Drums：島村英二 - E.Bass：富倉安生 - A.Piano：小林信吾 - E.Guitar：古川望 - Back Up Vocals：杉本和世、宮下文一、木戸やすひろ - Grand Harp：朝川朋之 - Violin：藤堂昌彦、徳永友美、漆原直美、石亀協子、村井俊朗、森本安弘、伊能修、石橋尚子、入江茜、芹田碧 - Viola：大沼幸江、有吉翼 - Cello：堀沢真己、結城貴弘 離郷の歌 - Drums：島村英二 - E.Bass：富倉安生 - A.Piano：小林信吾 - E.Guitars, A.Guitars & Solo：古川望 - Back Up Vocals：杉本和世、中山みさ、木戸やすひろ - Violin：弦一徹、森琢也、門脇大輔、藤田弥生、カメルーン真希、黒木薫、伊能修、三木章子、梶谷裕子、中島優紀 - Cello：堀沢真己、徳澤青弦、内田麒麟、古川淑恵 進化樹 - Drums：島村英二 - E.Bass：富倉安生 - A.Piano：小林信吾 - E.Guitars, A.Guitars & Solo：古川望 - Back Up Vocals：杉本和世、中山みさ、木戸やすひろ - Violin Solo：牛山玲名 - Violin：弦一徹、森琢也、門脇大輔、藤田弥生、カメルーン真希、黒木薫、伊能修、三木章子、梶谷裕子、中島優紀 - Cello：堀沢真己、徳澤青弦、内田麒麟、古川淑恵 |